# リス顎亜目
リス顎亜目（リスあごあもく、Sciurognathi）はネズミ目に属していた亜目である。リス亜目と言うこともあるが、系統分類でのリス亜目 Sciuromorpha を意味することもある。
門歯の付け根が下顎角部と同一平面上にあるグループであり、筋肉との接合部における殻のために外側にあるヤマアラシ顎亜目（ヤマアラシ亜目） Hystricognathi と区別される。
ただし原始的な形質を共有する側系統であり、系統分類では認められず、現在は正式な分類群としてはあまり使われない。現在主流の分類では、リス亜目、ネズミ亜目、ヤマアラシ亜目グンディ下目に分割される。
Sciurognathi は旧来の意味の人為分類として使われ続ける一方で、ITISなどは Sciuromorpha のシノニムとしている。

## 分類
7下目に分けられる。ここではそれらを系統分類での亜目に分けて記す。
- （現在の）リス亜目 Sciuromorpha
  - ヤマネ下目 Glirimorpha
    - ヤマネ科 Gliridae - ヤマネ

  - リス下目 Sciurida
    - リス科 Sciuridae - リス、シマリス、プレーリードッグなど
    - ヤマビーバー科 Aplodontidae - ヤマビーバー
- ネズミ亜目 Myomorpha
  - ウロコオリス下目 Anomaluromorpha
    - ウロコオリス科 Anomaluridae
    - トビウサギ科 Pedetidae - トビウサギ

  - ビーバー下目 Castorimorpha
    - ビーバー科 Castoridae - ビーバーなど

  - ホリネズミ下目 Geomyidae - ビーバー下目に含めることもある
    - ホリネズミ科 Geomyidae - ホリネズミ
    - ポケットネズミ科（ポケットマウス科） Heteromyidae - カンガルーネズミ

  - ネズミ下目 Myomorpha
    - トビハツカネズミ科 Zapodidae - トビハツカネズミ
    - トビネズミ科 Dipodidae - トビネズミ
    - キヌゲネズミ科 Cricetidae - キヌゲネズミ、ハムスター、ミズハタネズミ、ハタネズミ
    - ネズミ科 Muridae - クマネズミ、ドブネズミ、ハツカネズミ、アカネズミ、アレチネズミ、スナネズミ、オオミズネズミ
    - タケネズミ科 Rhizomyidae - タケネズミ
    - メクラネズミ科 Spalacidae - メクラネズミ
- ヤマアラシ亜目 Hystricomorpha
  - グンディ下目 Ctenodactylomorpha
    - グンディ科 Ctenodactylidae - グンディ

  - （ヤマアラシ下目 Hystricognathi - 従来のヤマアラシ亜目）